# Cross Canadian Ragweed
I Cross Canadian Ragweed erano un gruppo rock statunitense formatosi a Stillwater, Oklahoma nel 1994. La band era composta da Cody Canada (chitarra solista/voce), Grady Cross (chitarra), Randy Ragsdale (batteria) e Choya Partridge (basso). Il gruppo ha pubblicato cinque album in studio e tre album dal vivo dal 1994 fino al 2010. La band era all'avanguardia nella crescita della scena musicale red dirt in Oklahoma e della scena musicale texana. Dopo quasi 15 anni insieme, il gruppo si è sciolto nel 2010.

## Formazione
I Cross Canadian Ragweed sono nati quando Randy Ragsdale e il bassista originale Choya Partridge, che suonavano insieme in band locali, incontrarono Cody Canada e Grady Cross, che suonavano anche loro insieme. I quattro si conoscevano dalle scuole elementari e iniziarono a suonare insieme a casa di Ragsdale sette sere a settimana sotto la guida del padre di Ragsdale, Johnny, che aveva lavorato con artisti musicali nella zona. Dopo aver suonato insieme, la band si è ufficialmente formata combinando una parte del cognome di ogni membro, creando il nome Cross Canadian Ragweed. Partridge ha lasciato il gruppo poco dopo e Jeremy Plato si è unito come bassista. Dopo aver terminato le scuole superiori, la band si è trasferita nella città universitaria di Stillwater, Oklahoma, dove artisti come Mike McClure's The Great Divide e il cantautore Jimmy LaFave avevano creato una scena musicale locale sufficientemente consolidata da guadagnare a Stillwater il soprannome di North Austin.

## CarneyeLive And Loud at the Wormy Dog Saloon
Il gruppo aveva già ricevuto una notevole attenzione dalle radio universitarie prima di rilasciare il loro primo album, Carney, nel 1998 sulla loro etichetta indipendente. Inizialmente, vendere la band nel mercato locale era considerato difficile, ma la passione e la lealtà dei fan permisero loro di avere successo con l'uscita del primo album. Carney fu ben accolto, e poi la band pubblicò Live and Loud at the Wormy Dog Saloon nel 1999, che ricevette anch'esso una buona accoglienza, specialmente nella scena locale.

## Highway 377
I Ragweed hanno pubblicato il loro secondo album in studio, Highway 377, nel 2001, sebbene fosse stato registrato nel 1999. Questo li ha spinti verso un pubblico più ampio e in Texas, dove Canada era nato e dove la band aveva fatto molti tour. Sebbene non fosse un singolo ufficiale, la canzone "Long Way Home" fu utilizzata in diversi spot pubblicitari dei camion Dodge in Texas e Oklahoma, aumentando la popolarità della band. L'album continete la traccia "Johnny's Song" che rende omaggio al padre del batterista Randy Ragsdale, Johnny, deceduto per cancro nel 1997.

## Live and Loud at Billy Bob's Texas
Nel 2002 i Ragweed hanno registrato il popolare album dal vivo Live and Loud at Billy Bob's Texas a Fort Worth, Texas. Le canzoni erano principalmente versioni dal vivo di brani tratti da Carney e Highway 377, con alcune cover.

## Cross Canadian Ragweed (Purple Album)
Nel 2002, il gruppo firmò con la Universal South Records e pubblicò un album omonimo noto anche come "The Purple Album". Era un tributo alla "sorellina" della band, Mandy Ragsdale, sorella minore del batterista Randy Ragsdale, morta in un incidente d'auto vicino a College Station, Texas, e il cui colore preferito era il viola (purple in inglese). L'album produsse i singoli "17" e la ballata "Constantly", e fu pubblicato un video musicale per il brano hard rock "Don't Need You."

## Soul Gravy
L'album del 2004 dei Ragweed, Soul Gravy, debuttò al n. 4 delle classifiche di Billboard. Lee Ann Womack fornì i cori nel singolo popolare "Sick and Tired". Il progetto vide anche la ripubblicazione della canzone "Alabama" (dall'album del 2001 Highway 377) con un suono elettrico più intenso, che apparve anch'essa nelle classifiche di Billboard.

## Garage
Nell'ottobre 2005, la band pubblicò Garage, descritto sia dalla band che dai critici di AllMusic come "l'album più grunge di sempre" del gruppo. Due canzoni, "Fighting' For" e "This Time Around", divennero hit dell'album. L'album raggiunse posizioni più alte rispetto a qualsiasi altro album in studio mai pubblicato dalla band e, per la prima volta, la band ottenne trasmissioni radiofoniche rock in tutti gli Stati Uniti grazie alla canzone "Dimebag", un tributo al chitarrista di Damageplan e Pantera "Dimebag" Darrell Abbott, ucciso mesi prima durante un concerto, oltre a un suono complessivamente più rock.

## Back To Tulsa: Live And Loud At Cain's Ballroom
Alla fine del 2006, i Ragweed pubblicarono il loro terzo e ultimo album dal vivo, Live and Loud At Cain's Ballroom a Tulsa, Oklahoma. Il progetto di 24 canzoni fu ben accolto e presentava brani dai loro precedenti progetti The Purple Album, Soul Gravy e Garage. Includeva anche alcune cover come "The Needle and the Damage Done" di Neil Young e "Lonely Feeling" di Robert Earl Keen.

## Mission California
I Cross Canadian Ragweed registrarono Mission California, il loro quarto album in studio, alla fine di marzo 2007. Il nome dell'album era dovuto al fatto che la registrazione avvenne a San Diego, California. La band trascorse 25 giorni in studio; i primi 5 giorni a registrare 15 tracce, i successivi 20 a perfezionarle. Lee Ann Womack fornì ancora una volta i cori in 4 tracce, incluso la cover di Chris Knight "Cry Lonely." Mission California fu pubblicato il 2 ottobre 2007. AllMusic recensì l'album e notò che il progetto era "appropriato per il nome, la band suona molto più con un suono progressivo della West Coast in molte delle tracce e meno rock rurale."

## Happiness and All the Other Things
Il decimo e ultimo album della band, Happiness and All the Other Things, fu pubblicato il 31 agosto 2009, commemorando il 15º anniversario della band. Presentava 12 nuove tracce in studio e tre tracce dal vivo. Registrato in California, questo album include una traccia intitolata "51 Pieces", scritta da Canada con Micky Braun. La canzone era basata su un incidente in cui la polizia dello Stato dell'Ohio perquisì il bus della band dopo una fermata a Cleveland all'House of Blues. Includeva anche "Blue Bonnets", dedicata al figlio maggiore di Cody, Dierks. Happiness and All the Other Things era ufficialmente dedicato al defunto Randall Locke (manager di palco di lunga data di Willie Nelson) morto improvvisamente il 6 maggio 2009. Altri brani popolari erano "To Find My Love", "Burn Like The Sun" e "Kick In The Head."

## Pausa e scioglimento della band
Nel maggio 2010, i Cross Canadian Ragweed annunciarono una pausa dai tour. In un comunicato stampa della band, Ragsdale spiegò: "In questo momento, ho bisogno di stare a casa per la mia famiglia, in particolare per mio figlio JC, che è autistico. Ha 10 anni ora e sta ancora lottando con il suo sviluppo. Penso che l'unico modo in cui posso aiutarlo sia essere più presente e vicino a casa." Nonostante Ragsdale volesse "prendere un altro batterista e andare avanti," Cody Canada dichiarò: "Abbiamo sempre detto fin dall'inizio: o siamo Ragweed tutti e quattro insieme, o non siamo affatto Ragweed." Nel settembre 2010, Canada annunciò ufficialmente che la band si stava sciogliendo annunciando il loro "Last Call Show" nell'ottobre 2010 al Joe's Bar di Chicago, IL, affermando "per quanto riguarda questo, il 24 ottobre è l'ultimo, l'ultimo concerto."

## Dopo lo scioglimento
Dopo i Cross Canadian Ragweed, Cody Canada e Jeremy Plato formarono The Departed con il compagno di Yukon Dave Bowen (batteria), Seth James (chitarra) e Steve Littleton (tastiere), pubblicando il loro album di debutto This Is Indian Land nel giugno 2011. Randy Ragsdale e Grady Cross tornarono entrambi a Yukon. Ragsdale suonò con Stoney LaRue fino al 2013 e ora lavora nell'industria del petrolio e del gas naturale, mentre Cross acquistò e tuttora gestisce il bar che fu il primo locale dove i Cross Canadian Ragweed si esibirono nel 1994. Nel 2019 Grady Cross e Randy Ragsdale si unirono al cantautore Jason Young per formare la band Cross Rags and Young

## Influenze e suono
La band è stata influenzata dal grunge, dal rock alternativo degli anni '90, così come dai primi gruppi di southern rock e dal country outlaw. Canada ha affermato che band rock come Nirvana, Pearl Jam, Stone Temple Pilots, AC/DC e Soundgarden hanno influenzato il sound della band, oltre a influenze del country come Merle Haggard, Willie Nelson e Robert Earl Keen, insieme a gruppi di southern rock come Marshall Tucker Band e Lynyrd Skynyrd, tra gli altri. A causa del loro suono unico, la band spesso ha avuto difficoltà a ottenere trasmissioni radiofoniche sia nelle stazioni rock mainstream che in quelle country.

## Apparizioni di rilievo
La band ha spesso suonato con altre star della scena Red Dirt e Texas Music, tra cui Stoney Larue, Jason Boland & The Stragglers, Micky & The Motorcars, Reckless Kelly, Wade Bowen (cognato di Canada), No Justice, Johnny Cooper, Seth James e Brandon Rhyder.
La band ha suonato numerose volte con la star della musica country Dierks Bentley. Bentley ha menzionato la band nella sua canzone "Free and Easy (Down the Road I Go)", cantando che "Ragweed's rockin' on the radio".
Il ricevitore dei Minnesota Twins, Ryan Doumit, entra in campo con la loro canzone "Alabama".
"Cry Lonely" è una traccia giocabile in Rock Band Country Track Pack.
La canzone Boys from Oklahoma suona durante i titoli di coda del film Fratelli in erba con Edward Norton e Susan Sarandon. Il film è una commedia stoner ambientata in Oklahoma.
Anywhere But Here viene suonata durante l'episodio 6 della seconda stagione della serie televisiva NBC Grimm.

## Discografia

### Album in studio
| Carney                                              | - Data di Pubblicazione: 1 Gennaio 1998 - Etichetta: Smith Entertainment - Formato: CD                          | —  | —  |
| Highway 377                                         | - Anno di Pubblicazione: 2001 - Etichetta: Underground Sound, Smith Entertainment - Formati: CD, music download | -  | -  |
| Cross Canadian Ragweed                              | - Data di Pubblicazione: 10 Settembre 2002 - Etichetta: Universal South Records - Formati: CD                   | 70 | —  |
| Soul Gravy                                          | - Data di Pubblicazione: 9 Marzo 2004 - Etichetta: Universal South Records - Formati: CD, music download        | 5  | 51 |
| Garage                                              | - Data di Pubblicazione: 4 Ottobre 2005 - Etichetta: Universal South Records - Formati: CD, music download      | 6  | 37 |
| Mission California                                  | - Data di Pubblicazione:: 2 Ottobre 2007 - Etichetta: Universal South Records - Formati: CD, music download     | 6  | 30 |
| Happiness and All the Other Things                  | - Data di Pubblicazione: 31 Agosto 2009 - Etichetta: Universal South Records - Formati: CD, music download      | 10 | 33 |
| "—" denota versioni che non sono state classificate | |    |    |

### Album dal vivo
| Live and Loud at the Wormy Dog Saloon                | - Data di uscita: 29 ottobre 1999 - Etichetta: Broken Records - Formati: CD, cassetta                    | —  | —   | —  |
| Live and Loud at Billy Bob's Texas                   | - Data di uscita: 9 luglio 2002 - Etichetta: Smith Music Group - Formati: CD                             | —  | —   | 43 |
| Back to Tulsa - Live and Loud at Cain's Ballroom     | - Data di uscita: 31 ottobre 2006 - Etichetta: Universal South Records - Formati: CD, download di musica | 27 | 120 | —  |
| "—" indica i rilasci che non sono stati classificati | |    |     |    |

### Singoli
| Year                                    | Single              | Posizione in classifica | Album                              |
| Year                                    | Single              | US Country              | Album                              |
| --------------------------------------- | ------------------- | ----------------------- | ---------------------------------- |
| 2002                                    | "17"                | 57                      | Cross Canadian Ragweed             |
| 2003                                    | "Don't Need You"    | —                       | Cross Canadian Ragweed             |
| 2003                                    | "Anywhere But Here" | —                       | Cross Canadian Ragweed             |
| 2003                                    | "Constantly"        | 57                      | Cross Canadian Ragweed             |
| 2004                                    | "Sick and Tired"    | 46                      | Soul Gravy                         |
| 2004                                    | "Alabama"           | 46                      | Soul Gravy                         |
| 2005                                    | "Fightin' For"      | 39                      | Garage                             |
| 2006                                    | "This Time Around"  | 43                      | Garage                             |
| 2006                                    | "Late Last Night"   | —                       | Garage                             |
| 2007                                    | "I Believe You"     | —                       | Mission California                 |
| 2008                                    | "Cry Lonely"        | 59                      | Mission California                 |
| 2009                                    | "Kick in the Head"  | —                       | Happiness and All the Other Things |
| 2009                                    | "To Find My Love"   | —                       | Happiness and All the Other Things |
| "—" denotes releases that did not chart |                     |                         |                                    |

### Video musicali
| Anno | Video                                  | Direttore       |
| ---- | -------------------------------------- | --------------- |
| 2001 | "Look at Me"                           | Darren Cameron  |
| 2002 | "Don't Need You"                       | Roger Pistole   |
| 2002 | "17"                                   | Roger Pistole   |
| 2003 | "Constantly"                           | Roger Pistole   |
| 2004 | "Sick and Tired" (con Lee Ann Womack ) | Eric Welch      |
| 2004 | "Alabama"                              | Stephen Sheperd |
| 2005 | "Fightin' For"                         | Trey Fanjoy     |
| 2006 | "Late Last Night"                      | Rob Dennis      |
| 2008 | "I Believe You"                        |                 |